# Axel tar chansen!
Axel tar chansen! är en tysk komedifilm från 1941 i regi av Theo Lingen med Heinz Rühmann och hans dåvarande fru Hertha Feiler i huvudrollerna. Rühmann spelar Axel, en obetydlig anställd i en stor firma, som är ganska nöjd med sitt anspråkslösa liv. Men hans fru Uschi vill se Axel på en bättre anställning.

## Rollista
- Heinz Rühmann - Axel Roth
- Hertha Feiler - Uschi Roth
- Ida Wüst - frau Lind
- Hans Leibelt - direktör Arndt
- Arthur Wiesner - Standesbeamter
- Jane Tilden - Liselotte & Daisy
- Fritz Odemar - direktör Zimmermann
- Max Gülstorff - Binder
- Arthur Schröder - Mohrig